# Batátové hranolky

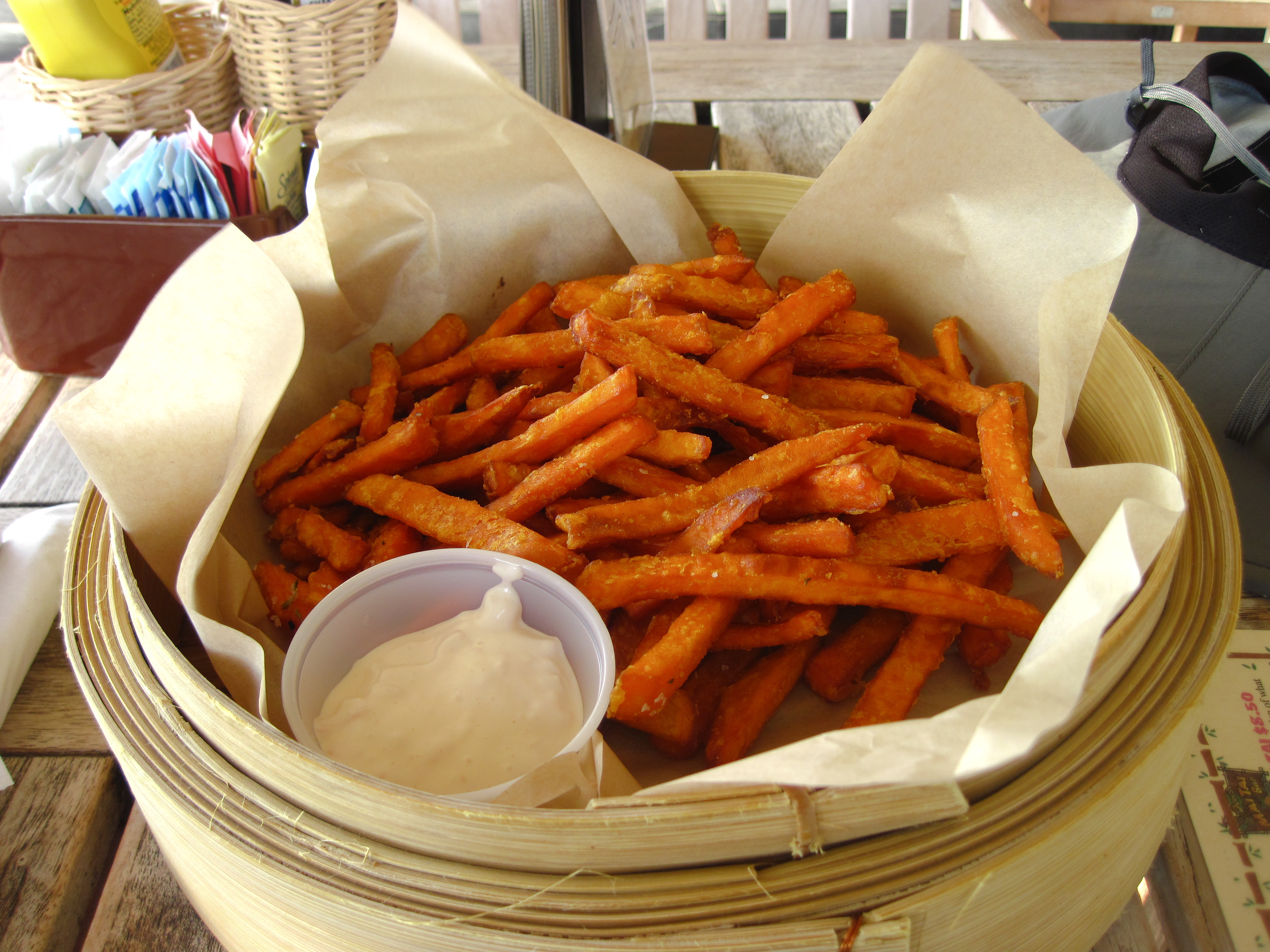
Košík s batátovými hranolky

Batátové hranolky je označení pro hranolky, které se namísto brambor vytvářejí z batátů (sladkých brambor). Jedná se o hranoly z batátů, smažené v oleji a obvykle solené. Někdy se batátové hranolky před smažením vaří. Na rozdíl od brambor nemají batáty tolik škrobu, takže nejsou tolik křupavé jako hranolky z brambor. Tento problém se někdy řeší tím, že se batátové hranolky před smažením obalí ve škrobu.
Lze se s nimi setkat v mnoha částech světa, běžné jsou například v americké kuchyni, korejské kuchyni nebo guinejské kuchyni, kde se podávají pod názvem patates ještě častěji než klasické hranolky z brambor.
Batáty se někdy také smaží na plátky, například v Koreji (goguma twigim) nebo v Indii (kananga phodi-tawa).

## Galerie

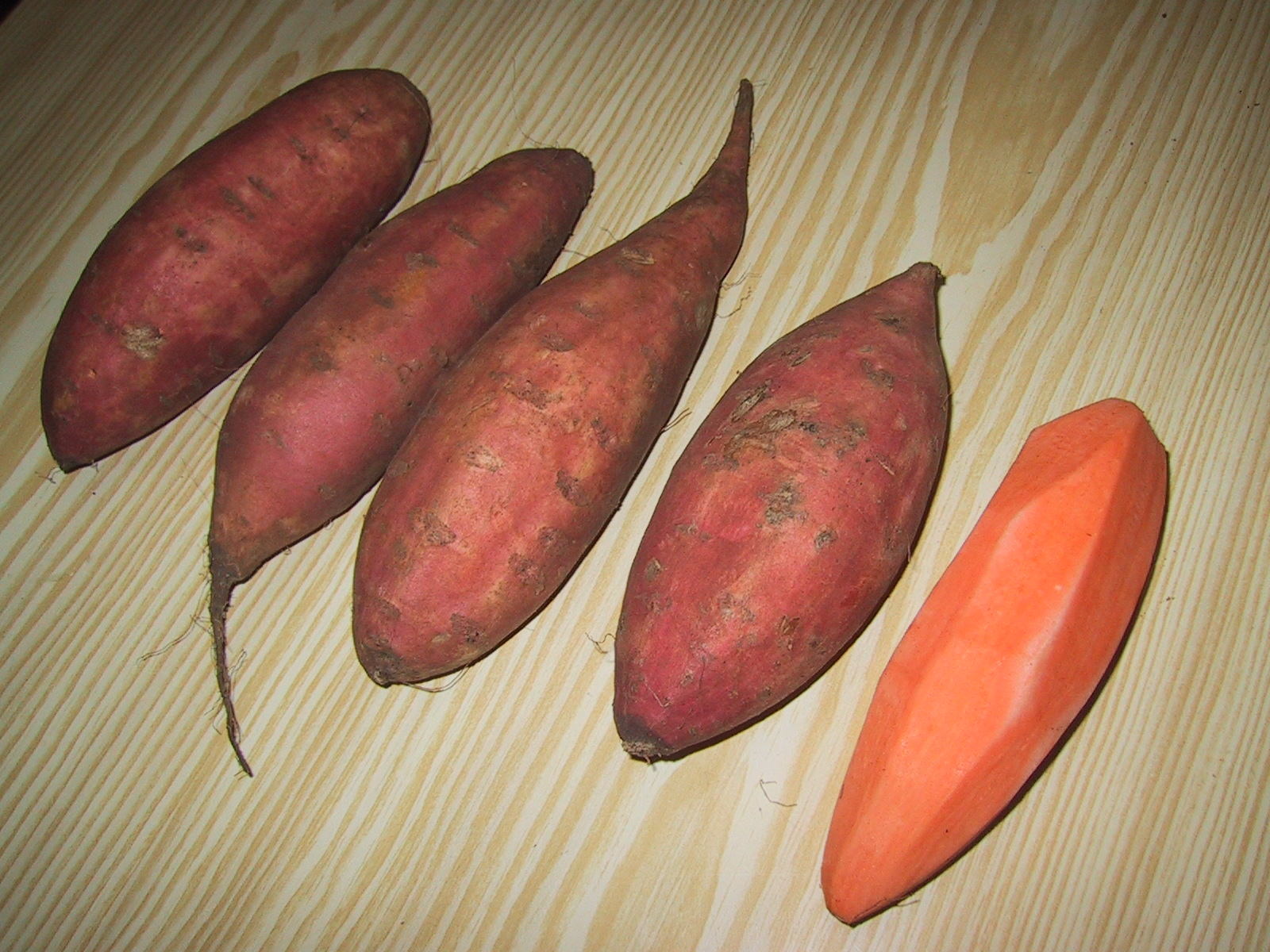
Čerstvé batáty
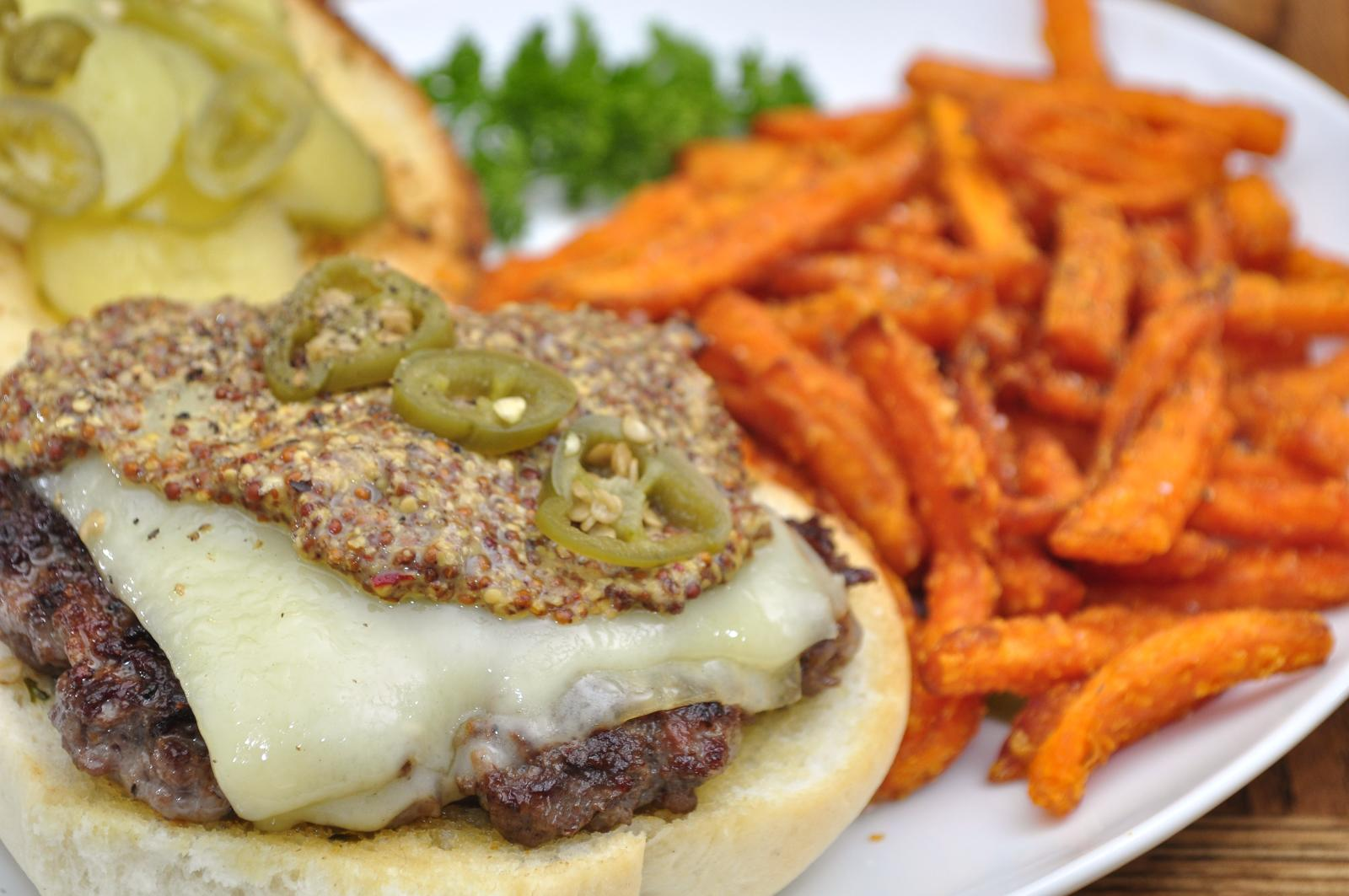
Batátové hranolky podávané jako příloha k cheeseburgeru
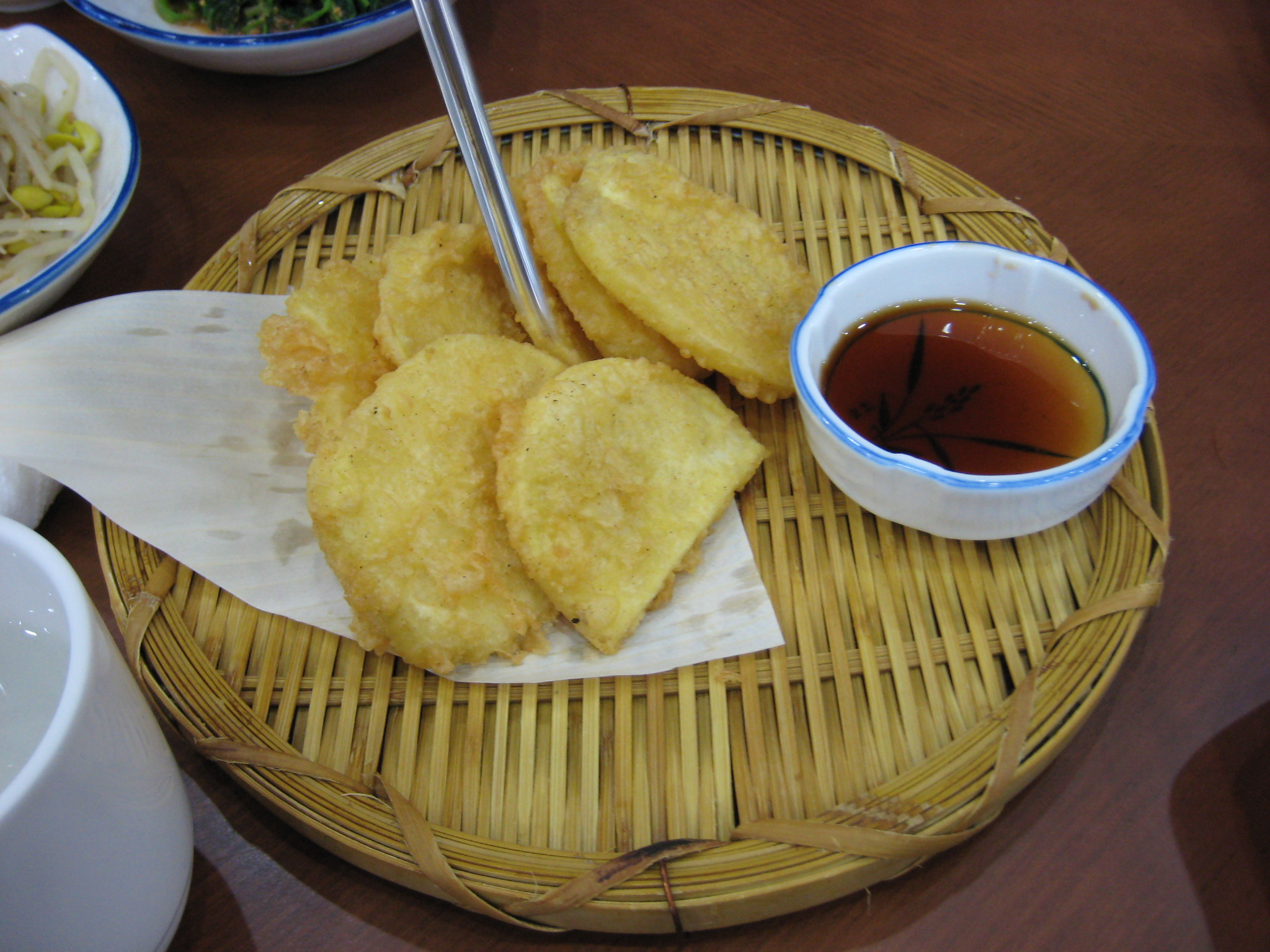
Goguma twigim
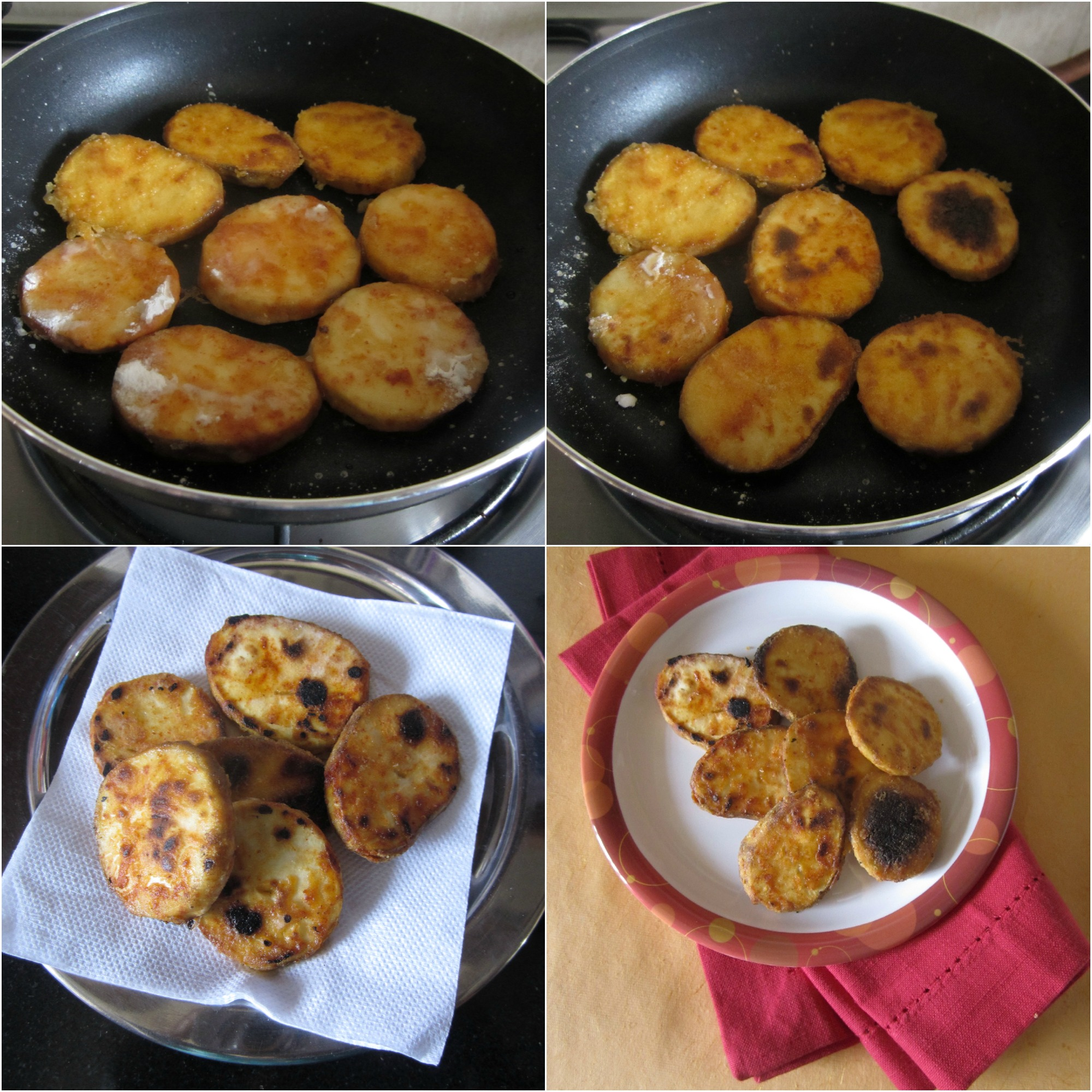
Kananga phodi-tawa
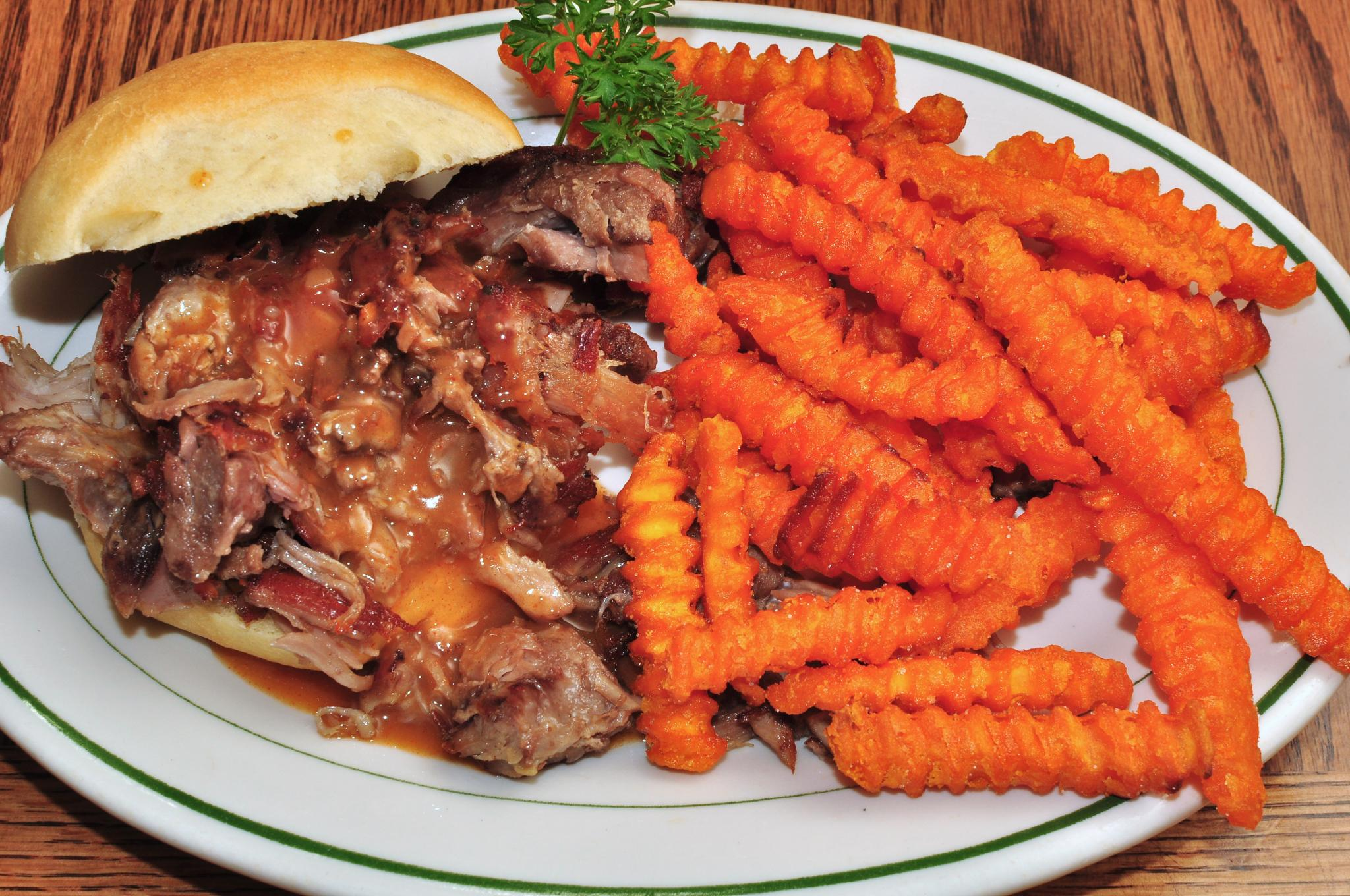
Batátové hranolky podávané jako příloha k masu